# Адолф от Пфалц
Адолф, наричан „Приказливи“ (на немски: Adolf von der Pfalz, „der Redliche“; * 27 септември 1300, Волфратсхаузен; † 29 януари 1327, Нойщат ан дер Вайнщрасе) от род Вителсбахи, е формално пфалцграф при Рейн от 1319 до смъртта си през 1327 г.

## Живот
Той е вторият син на херцога на Горна Бавария и пфалцграф Рудолф I (1274 – 1319) и съпругата му Матилда фон Насау (1280 – 1323), дъщеря на крал Адолф от Насау. Брат е на Рудолф II Слепия (1306 – 1353) и на Рупрехт I Червения (1309 – 1390). Правнук е на германския крал Рудолф I от династията на Хабсбургите. Баща му е брат на император Лудвиг IV Баварски.
Когато баща му умира през 1319 г. граф Йохан от Насау поема опекунството над майка му и нейните деца. Чичо му Лудвиг IV превзема Рейн Пфалц според договора с брат му Рудолф I от 26 февруари 1317 г. Войната свършва през август 1322 г. Братята се сдобряват с чичо им Лудвиг IV едва след смъртта на Матилда през юни 1323 г.
През 1320 г. Адолф се жени за графиня Ирмгард фон Йотинген (* ок. 1304; † 6 ноември 1399), дъщеря на граф Лудвиг VI фон Йотинген (1288 – 1346) и Агнес фон Вюртемберг (1295 – 1317), дъщеря на граф Еберхард I фон Вюртемберг (1265 – 1325). Двамата живеят в Хайделберг и управляват под главното командване на император Лудвиг IV Баварски. През 1326 г. той се оттегля в Огерсхайм.
През януари 1327 г. пфалцграф Адолф умира в Нойщат ан дер Вайнщрасе и е погребан в Цистерцианския манастир Шьонау близо до Хайделберг. Неговата съпруга Ирмгард се оттегля с децата си същата година като гост в манастир Либенау при Вормс, където след 20 години през 1347 г. става монахиня (доминиканка).
Адолф е наследен от синът му Рупрехт II, който става курфюрст.

## Деца
- Рупрехт II (1325 – 1398), курфюрст на Пфалц
- Фридрих (* 1326, изчезва като малко дете)
- Адолф (умира рано)
- дъщеря († 1389), омъжена за граф Майнхард I от Ортенбург.